# Jetpur Nawania
Jetpur Nawania fou una de les branques en què estava dividit el principat de Jetpur al segle xx, abans de ser abolit el 9 d'agost de 1937 pel seu excessiu fraccionament. Estava governat per V. S. Jethsur i per Mansur Punia. La superfície era de 59,5 km² i la població de 3.720 habitants.